# ジャランダラ
ジャランダラ（サンスクリット: जलन्धर Jalandhara）とは、インド神話に登場するアスラ王であり、彼の物語の詳細はシヴァ・プラーナに記されている。

## 生誕
ある日、インドラと神々の導師であるブリハスパティがシヴァへの巡礼のためにカイラス山に登っていると、道を遮るように立つ修行僧に出会った。その修行僧は実はシヴァであり、彼はインドラ達が自分の正体を見抜けるかどうか試していたのだが、インドラは全く気付かなかった。それどころか、修行僧に扮したシヴァが何を問われても無口のままだったので、インドラは怒りの余りヴァジュラまで振るって彼を焼き殺そうとした。これに対し、シヴァは第三の目に火を宿して怒りの形相を示すと、ブリハスパティはようやく修行僧の正体がシヴァであることに気づき、両神は平謝りして彼に許しを請うた。シヴァは両神を許したものの、第三の目の火は消すことができなかったので海に向かって放り投げた。すると海から光輝く子供が生まれ、三界全体に轟くほどの大声で泣いた。この子供に凄まじい力を感じた水神ヴァルナは彼を養子にした。創造神ブラフマーもこの子供に関心を持ち、最上天のサティヤ・ローカから下界に降りて会いに来ると、彼がやがてヴィシュヌを倒せるほど強いアスラ王になること、あらゆる種族を繁栄させる名君になること、そして彼の妻となる女が貞節である限り誰にも負けないことを予言した。この子供はジャランダラと名付けられた。このような予言を受けたジャランダラは、長ずるとアスラ達の期待を受けてアスラ王となり、ダイティヤ族の王であるカーラネーミの娘ヴリンダを妻にした。

## 神々との戦い
ある日、ジャランダラの宮殿をラーフが訪れた際、ジャランダラは頭部のない彼の姿を目にした。ジャランダラが側近であるアスラの導師シュクラにその理由を訊くと、シュクラは乳海攪拌のことを語り、ヴィシュヌがラーフの首を刎ねたことや、神々がアスラを騙してアムリタとその他の様々な財物を掠め取ったことを説明した。この話を聞いて怒ったジャランダラは、天界のインドラに使者を出し、「乳海攪拌の時、お前達が祖先を騙して奪った財物は本来は自分の物だ」と主張してその返還を求めたが、インドラは歯牙にもかけずに拒絶したので、ジャランダラはアスラの軍隊を率いて天界に進軍した。
ジャランダラと彼が率いるアスラ軍は圧倒的な強さで神々を撃破し、インドラを天界から追い出した。続いて逃亡中の神々から要請を受け、ジャランダラに戦いを挑んできたヴィシュヌをも屈服させた。その結果、ヴィシュヌはラクシュミーと共にジャランダラの宮殿に住むよう強制され、神々は奴隷の身分に落とされた。こうして三界の支配者となったジャランダラは、貧困や病気などがない理想的な統治を行ったが、奴隷となっていた神々には鬱屈が溜まっていた。神々は聖仙ナーラダにこの状況の打開について相談すると、彼はジャランダラの宮殿を訪問。ナーラダは、シヴァの妻パールヴァティーの美しさを宇宙一だと賞賛し、ジャランダラにパールヴァティーへの関心を抱かせてシヴァと戦わせるように仕向けた。ナーラダの思惑通り、ジャランダラがシヴァにパールヴァティーを要求すると、これを拒絶したシヴァとの間に戦争が勃発した。
ジャランダラはシヴァの息子であるガネーシャやスカンダを倒すほどの力を見せたが、シヴァには及ばなかった。このままでは勝てないと判断したジャランダラは、魅惑的な歌や踊りで溢れた宴が見える幻術をシヴァに仕掛けて彼を足止めし、その間にパールヴァティーのもとに向かった。
シヴァのシャクティ（力の女神）である彼女の貞節を汚すことで、シヴァの力を弱めようとしたのだ。ジャランダラはシヴァに変身してパールヴァティーに迫ったが、彼女はその正体を見抜き逃亡。ヴィシュヌに助けを求めた。その際、復讐とばかりにパールヴァティーはジャランダラの妻であるヴリンダの貞節を汚すようヴィシュヌに依頼した。これを受けて、ヴィシュヌはジャランダラの姿に変身してヴリンダに迫ると、その正体に気づかなかった彼女はヴィシュヌと一夜を共にしてしまう。その後、ヴィシュヌが正体を見せると、ヴリンダは「卑劣な詐欺師」と言って彼を罵り、怒りと悲しみの余りヨーガの魔術的な力で自分の体を焼いて自殺した。その間際にヴィシュヌはヴリンダから呪いを受け、別の人生（ラーマの時）で妻が奪われると予言された。
パールヴァティーを犯せなかったジャランダラは戦線に戻ったが、もはや劣勢は覆らず、正気に戻ったシヴァによって彼の部下達は斃されたり逃亡したりしていなくなっていった。シヴァはもはやジャランダラとの戦いは気が進まなかった。自身の火から生じた彼がこれから死ぬことになるのがわかっていたからである。シヴァは一考し、大海を爪先でかき回してチャクラムを創り出すと「これを持ち上げることができたら戦いを続けてやる」と言った。ジャランダラは圧倒的な力を示したシヴァに未だ臆することなくなおも戦う意志を見せ「自分こそが三界の帝王だ」と気を吐いたので、シヴァがチャクラムを放り投げると、ジャランダラはこれを持ち上げるどころか掴むこともできず、首を刎ねられてしまった。こうして絶命したジャランダラの魂はシヴァのもとに戻り、先に死んだブリンダの魂はパールバティーの中に入っていった。
強大なアスラ王が斃れると、神々は直ちに天界で宴を催すほど歓喜したが、そんな彼らに対し、シヴァは「お前達のために私は自分の分身を殺した」と苦々しく言って皮肉った。不甲斐ない神々が悪辣な策略に頼ってシヴァに息子殺しをさせたことを見抜いていたからである。